# Comté de Mercer (Ohio)
Pour les articles homonymes, voir Comté de Mercer.
Le comté de Mercer est situé dans l’État de Ohio, aux États-Unis. Il comptait 40 924 habitants en 2000. Son siège est Celina.